# التعليم في كوريا الجنوبية
يتم توفير التعليم في كوريا الجنوبية من قبل كل من المدارس العامة والمدارس الخاصة. يتلقى كلا النوعين من المدارس تمويلًا من الحكومة، على الرغم من أن المبلغ الذي تتلقاه المدارس الخاصة أقل من مبلغ المدارس الحكومية.
تعد كوريا الجنوبية واحدة من أفضل دول منظمة التعاون الاقتصادي والتنمية أداءً في القراءة والمحو الأمية والرياضيات والعلوم حيث يبلغ متوسط درجات الطالب حوالي 519، مقارنة بمتوسط منظمة التعاون الاقتصادي والتنمية البالغ 493، والذي يصنف التعليم الكوري في المرتبة التاسعة في العالم. تمتلك البلاد واحدة من أعلى القوى العاملة تعليمًا في العالم بين دول منظمة التعاون الاقتصادي والتنمية. تشتهر كوريا الجنوبية بمعاييرها العالية بشأن التعليم، والتي أصبحت تسمى حمى التعليم. تحتل الأمة باستمرار مرتبة بين الأفضل في التعليم العالمي.
في المجتمع الكوري الجنوبي، يحمل موضوع التعليم العالي أهمية كبيرة، وينظر إليه على أنه حجر الزاوية للحياة في البلاد. يعد التعليم من أهم الأولويات بالنسبة للأسر الكورية الجنوبية، حيث يعمل النجاح في التعليم كمكون أساسي لتوجيه الحراك الاجتماعي للفرد لتحسين وضعه الاجتماعي والاقتصادي في نهاية المطاف في المجتمع الكوري الجنوبي. غالبًا ما يكون النجاح الأكاديمي مصدرًا للفخر العائلي والتقدير المجتمعي في كوريا الجنوبية بشكل عام، حيث يرى العديد من الأفراد النجاح في التعليم باعتباره المحرك الأساسي للتحرك الاجتماعي الصاعد والبوابة إلى الطبقة المتوسطة في كوريا الجنوبية. التخرج من إحدى أفضل الجامعات في كوريا الجنوبية هو العلامة المميزة والمميزة النهائية للمكانة والاعتراف المجتمعي والمكانة الاجتماعية والاقتصادية العالية وآفاق الزواج الواعدة والطريق إلى مهنة مهنية مرموقة ومحترمة. يعلق العديد من الآباء في كوريا الجنوبية توقعات تعليمية عالية على أطفالهم منذ سن مبكرة، حيث يتحمل هؤلاء الآباء المسؤولية والتدابير الحيوية من خلال التأكيد بنشاط على الإنجاز الأكاديمي العالي من خلال مراقبة الأداء الأكاديمي لأطفالهم بنشاط من خلال التأكد من أن أطفالهم يتفوقون في المدرسة ويحصلون على أعلى الدرجات من أجل التأهل وتأمين الالتحاق بأرقى الجامعات في البلاد، حيث ينظر إلى الالتحاق بجامعة كورية جنوبية مرموقة على أنه المسار التقليدي الذي يؤدي إلى مهنة مهنية راقية ومربحة. للحفاظ على شرف الأسرة والتقاليد، يتوقع من العديد من الأطفال في كوريا الجنوبية الالتحاق بجامعة عليا ومتابعة مهنة مهنية مرموقة كمهنة مستقبلية من اختيارهم. بدءًا من سن مبكرة، تدور حياة الطفل الكوري الجنوبي المتوسط حول التعليم حيث أن مطالب الوالدين بالنجاح الأكاديمي متأصلة بعمق في الطفل الكوري الجنوبي منذ سن مبكرة. يواجه الطلاب ضغوطًا هائلة للنجاح أكاديميًا من والديهم ومعلميهم وأقرانهم والمجتمع. ويرجع هذا إلى حد كبير إلى المجتمع الذي بالغ في التأكيد على أهمية الالتحاق بالجامعة، حيث يواجه أولئك الذين يفتقرون إلى التعليم الجامعي الرسمي في كوريا الجنوبية غالبًا التحيز الاجتماعي فضلًا عن عواقب كبيرة مدى الحياة مثل الركود والوضع الاجتماعي والاقتصادي المنخفض، وتضاؤل فرص الزواج، وانخفاض احتمالات تأمين مسار وظيفي محترم في الوظائف المكتبية والمهنية.
في عام 2016، أنفقت كوريا الجنوبية 5.4% من ناتجها المحلي الإجمالي على جميع مستويات التعليم - أي ما يقرب من 0.4 نقطة مئوية فوق متوسط منظمة التعاون الاقتصادي والتنمية. ساعد الاستثمار القوي في التعليم، والدافع النضالي والرغبة في تحقيق النجاح الأكاديمي، فضلًا عن الشغف بالتميز الأكاديمي، الدولة الفقيرة بالموارد على تنمية اقتصادها بسرعة على مدى السنوات السبعين الماضية من آثار الحرب الكورية. إن حماسة كوريا الجنوبية للتعليم ورغبة طلابها في الالتحاق بجامعة مرموقة هي واحدة من أعلى المعدلات في العالم، حيث يؤدي الدخول إلى مؤسسة تعليمية عليا من الدرجة الأولى إلى وظيفة مهنية مرموقة وآمنة وجيدة الأجر مع الحكومة الكورية الجنوبية أو البنك أو شركة تكتل كورية جنوبية معروفة مثل سامسونج وهيونداي وإل جي إلكترونيكس. مع الضغط المذهل الواقع على طلاب المدارس الثانوية لتأمين أماكن في أعرق الجامعات في البلاد، فإن سمعتها المؤسسية ومرافق الحرم الجامعي والمعدات والهبة وأعضاء هيئة التدريس وشبكات الخريجين هي مؤشرات قوية لآفاق العمل المستقبلية. الجامعات الثلاث الأولى في كوريا الجنوبية، والتي يشار إليها غالبًا باسم سكاي، هي جامعة سيول الوطنية وجامعة كوريا وجامعة يونسي. المنافسة الشديدة والضغوط الأكاديمية للحصول على أعلى الدرجات طوال فترة دراستهم بالنسبة للطالب الكوري الجنوبي الشاب متأصلة بعمق في نفسيتهم في سن مبكرة. ومع ذلك، مع وجود عدد محدود من الأماكن في الجامعات النخبوية في البلاد وحتى مع نطاق ضيق من فرص العمل في أكثر الشركات شهرة في البلاد، يظل العديد من خريجي الجامعات الشباب في كوريا الجنوبية محبطين وغالبًا ما يكونون غير راغبين في خفض توقعاتهم فيما يتعلق بآفاق العمل مع نتيجة شعور العديد منهم بأنهم أقل من المستوى المطلوب ولا يتناسبون مع مقدار الجهد والموارد التي يبذلونها. هناك محرمات ثقافية رئيسية في المجتمع الكوري الجنوبي مرتبطة بأولئك الذين لم يحققوا تعليمًا جامعيًا رسميًا، حيث يواجه أولئك الذين لا يحملون درجات جامعية تحيزًا اجتماعيًا وغالبًا ما ينظر إليهم الآخرون بازدراء باعتبارهم مواطنين من الدرجة الثانية، ما يؤدي إلى انخفاض فرص العمل وتحسين الوضع الاجتماعي والاقتصادي للفرد وآفاق ميمونة للزواج.
تم تقسيم الاستقبال الدولي لنظام التعليم في كوريا الجنوبية. وقد تم الإشادة به لأسباب مختلفة، بما في ذلك نتائجه المرتفعة نسبيًا في الاختبارات ودوره الرئيسي في تعزيز التنمية الاقتصادية في كوريا الجنوبية مع خلق واحدة من أكثر القوى العاملة تعليمًا في العالم. أدى الأداء الأكاديمي المثير للحسد في كوريا الجنوبية إلى دفع وزراء التعليم البريطانيين إلى إعادة صياغة مناهجهم وامتحاناتهم بنشاط لمحاولة محاكاة الدافع الكوري النضالي وشغفه بالتميز العلمي والإنجاز التعليمي العالي. كما أشاد الرئيس الأمريكي السابق باراك أوباما بالنظام المدرسي الصارم في البلاد، حيث يواصل أكثر من 80% من خريجي المدارس الثانوية في كوريا الجنوبية الالتحاق بالجامعة. أدى معدل الالتحاق بالجامعات المرتفع في البلاد إلى إنشاء قوة عاملة ذات مهارات عالية ما يجعل كوريا الجنوبية من بين أكثر الدول تعليمًا في العالم مع واحدة من أعلى نسبة من مواطنيها للفرد الواحد يحملون شهادة التعليم العالي. تواصل الغالبية العظمى من الطلاب الكوريين الجنوبيين الالتحاق ببعض أشكال التعليم العالي ويتركون التعليم العالي متخرجين بمؤهلات جامعية. في عام 2017، احتلت كوريا الجنوبية المرتبة الخامسة من حيث نسبة الأشخاص الذين تتراوح أعمارهم بين 25 و64 عامًا والذين حصلوا على تعليم عالٍ بنسبة 47.7%. 69.8% من الكوريين الجنوبيين الذين تتراوح أعمارهم بين 25 و34 عامًا أكملوا شكلًا من أشكال التعليم العالي مع حصول 34.2% من الكوريين الجنوبيين الذين تتراوح أعمارهم بين 25 و 64 عامًا على درجة البكالوريوس وهي واحدة من أعلى المعدلات بين دول منظمة التعاون الاقتصادي والتنمية.